# Тинец-над-Сазавоу
Ти́нец-над-Са́завоу (чеш. Týnec nad Sázavou) — чешский город в районе Бенешов Среднечешского края. Расположен на реке Сазава в 9 км к северо-западу от города Бенешова, в 18 км к югу от города Ржичани, в 23 км к северо-востоку от города Седльчани и в 26 км к северо-западу от города Влашим. На начало 2015 года в городе насчитывалось 5 625 жителей.

## История

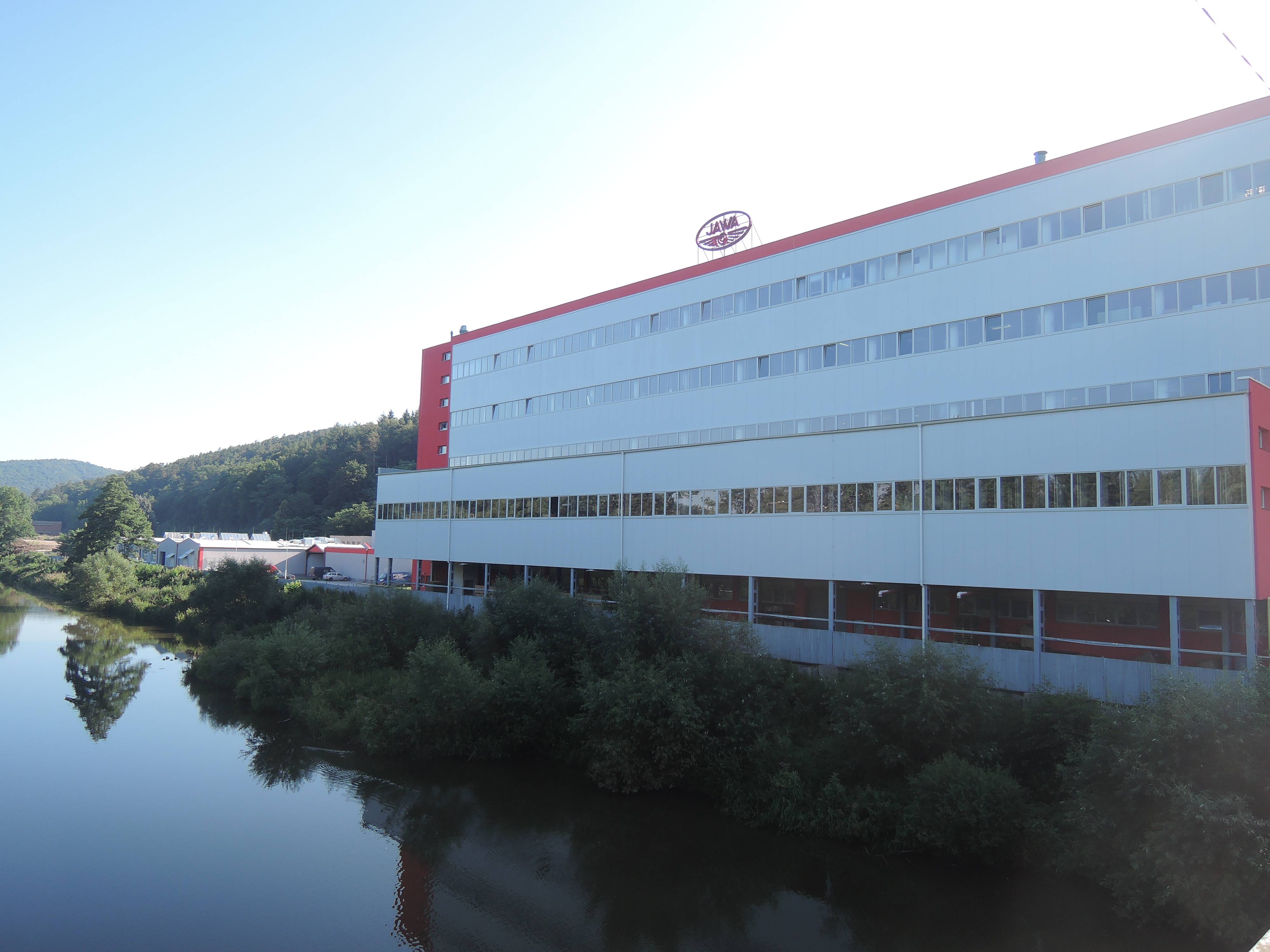
Завод Ява

Первое письменное упоминание о населенном пункте связано в Тинецким замком и относится к 1318 году, когда в одном из документов был упомянут держатель замка Ольдржих из Тинца.
С 1931 года в селении Тинец-над-Сазавоу располагается завод по производству мотоциклов «Ява».
Во время Второй мировой войны часть селения на левом берегу Сазавы была включена в состав военного полигона Ваффен СС «Бенешов» и 1 апреля 1943 года его жители были вынуждены эвакуироваться. В 1969 году Тинец-над-Сазавоу получил статус города. 1 июля 2006 года в состав города включена деревня Чаковице.

## Культура

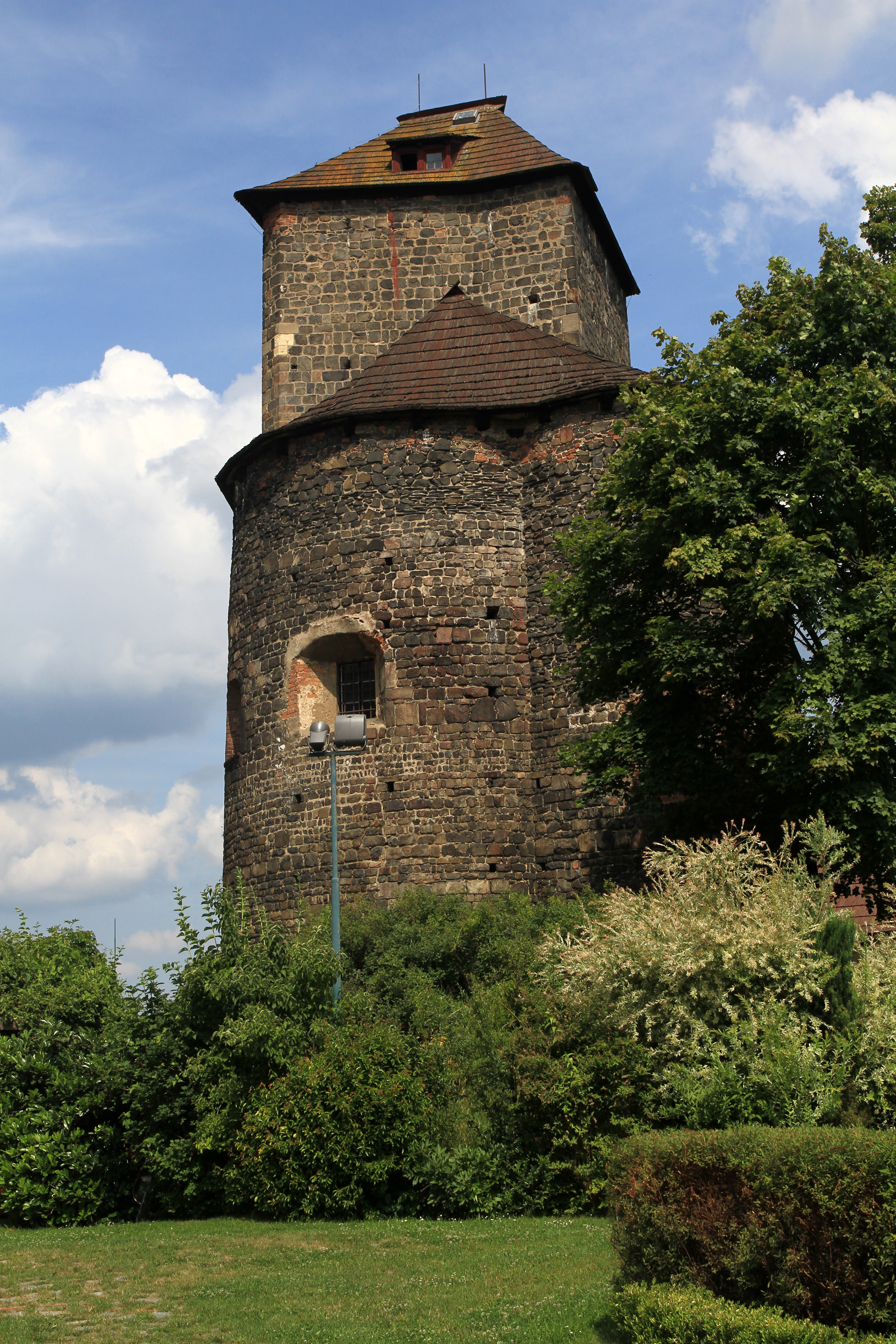
Тинецкий замок с ротондой

В городе Тинец-над-Сазавоу в здании романского Тинецкого замка находится музей керамики, изготовлением которой село было известно в 1791—1866 годах. На его месте когда-то находилось укрепленное поселение Тинец (чеш. Tynec). Его появление, скорее всего, связано со старинным торговым путём, который вёл через Сазаву из Южной Богемии в Прагу.
В городе располагается известный в региональном масштабе духовой оркестр Тинечанка (чеш. Týnečanka).

## Население
| Год  | Численность | Численность |
| ---- | ----------- | ----------- |
| 1869 | 1840        | [ 8 ]       |
| 1880 | 1879        | [ 8 ]       |
| 1890 | 1998        | [ 8 ]       |
| 1900 | 2345        | [ 8 ]       |
| 1910 | 2730        | [ 8 ]       |
| 1921 | 2426        | [ 8 ]       |
| 1930 | 2710        | [ 8 ]       |
| 1950 | 3424        | [ 8 ]       |
| 1961 | 4746        | [ 8 ]       |
| 1970 | 4990        | [ 8 ]       |
| 1980 | 5655        | [ 8 ]       |
| 1991 | 5387        | [ 8 ]       |
| 2001 | 5340        | [ 8 ]       |
| 2014 | 5611        | [ 9 ]       |
| 2016 | 5684        | [ 10 ]      |
| 2017 | 5686        | [ 11 ]      |
| 2018 | 5681        | [ 12 ]      |
| 2019 | 5715        | [ 13 ]      |
| 2020 | 5739        | [ 14 ]      |
| 2021 | 5699        | [ 15 ]      |
| 2022 | 5667        | [ 16 ]      |
| 2023 | 5731        | [ 17 ]      |
| 2024 | 5717        | [ 18 ]      |
| 2025 | 5752        | [ 3 ]       |